# Soester Börde

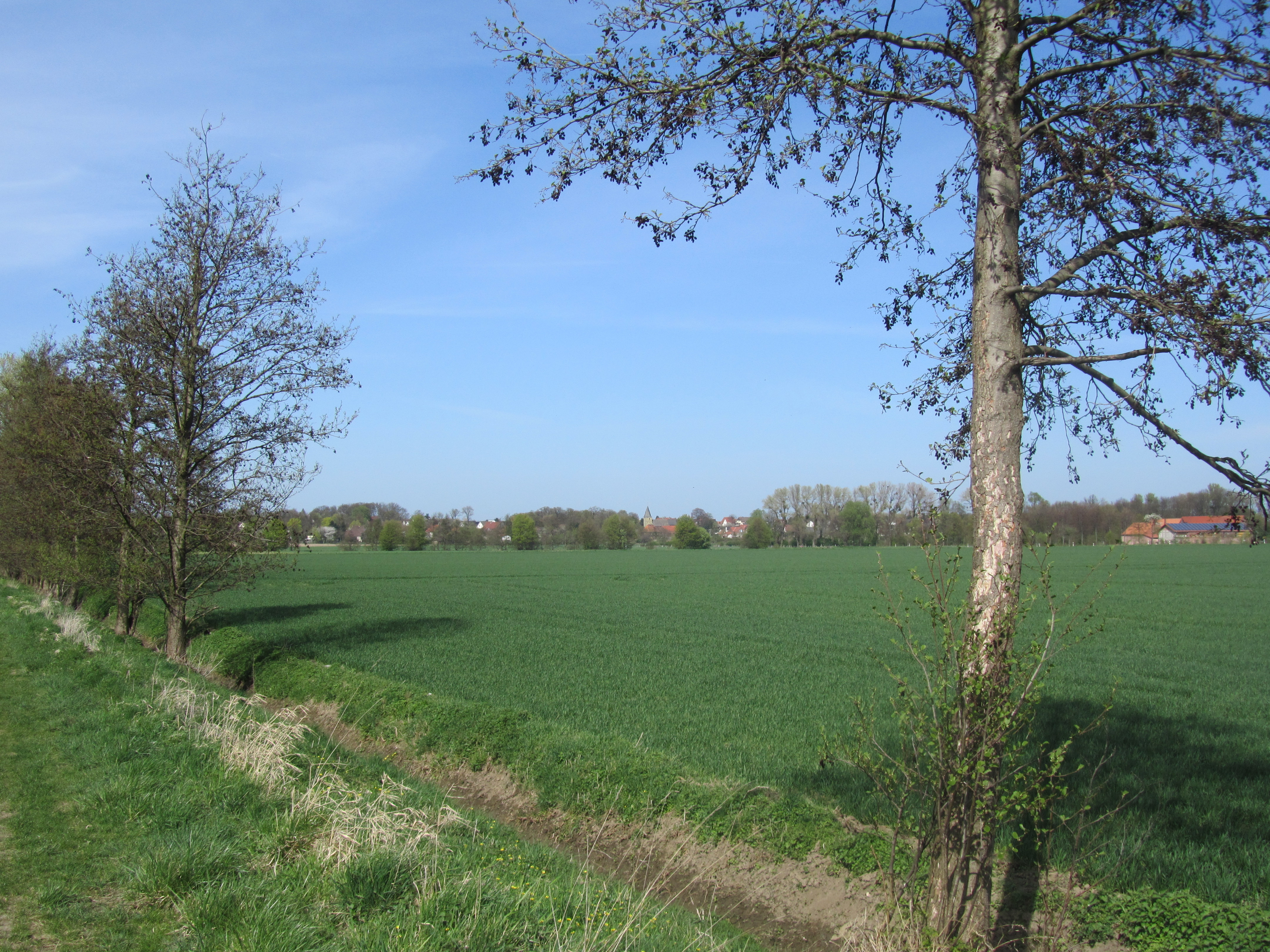
Soester Börde zwischen Schwefe und Borgeln

Die Soester Börde ist ein historisches Herrschaftsgebiet und eine Kulturlandschaft in der Mitte Westfalens, zwischen dem Sauerland im Süden und dem Münsterland im Norden. Überregional bekannt ist sie als eine aufgrund großer Lössmächtigkeiten besonders fruchtbare Region, die in ihrer Bodengüte in Deutschland nur von der Magdeburger Börde übertroffen wird.
Ursprünglich war eine Börde ein Steuerbezirk. In diesem historisch-administrativen Sinn umfasst die Soester Börde das ehemalige Herrschaftsgebiet der Stadt Soest in den heutigen Gemeinden Soest, Bad Sassendorf und Welver im Kreis Soest. Der Oberbörde im Süden und der Niederbörde im Norden standen verschiedene Vögte vor.
Im naturräumlichen Sinn ist die Soester Börde eine fruchtbare Landschaft, die nicht genau dasselbe Gebiet einnimmt wie das vorgenannte administrative Gebiet. Es lassen sich wiederum die Teillandschaften Soester Oberbörde und Soester Unterbörde unterscheiden, die verschiedenen Übereinheiten zugerechnet werden. Die Grenze zwischen der steileren Oberbörde im Süden und der flachwelligeren Niederbörde im Norden verläuft knapp nördlich des Hellwegs. Die Soester Börde gehört naturräumlich zu den Hellwegbörden, deren Zentrum sie darstellt.

## Historischer Begriff „Soester Börde“
Historisch bezeichnet der Begriff Soester Börde das ländliche Gebiet, das vom späten Mittelalter bis zum Anfang des 19. Jahrhunderts der Herrschaft der Stadt Soest unterstand. Der Begriff ist seit dem 16. Jahrhundert belegt. Die historische Soester Börde umfasst ca. 235 km².

### Oberbörde und Niederbörde
Die historische Soester Börde gliedert sich in die nördliche Niederbörde und die südliche Oberbörde, denen verschiedene Vögte vorstanden. Die Niederbörde erstreckt sich ungefähr vom Hellweg bis zur Ahse und ist aufgrund zahlreicher Quellen relativ feucht, während die auf dem Nordabhang des Haarstrangs gelegene Oberbörde eher trocken und steinig ist.

### Entstehung und Niedergang der Börde
Die Börde wurde von der Stadt Soest im Laufe von mehreren Jahrhunderten durch Kauf und Inpfandnahme erworben. Bereits seit dem 12. Jahrhundert bildete sich sukzessive die gogerichtliche Zuständigkeit der Stadt Soest über das Soester Umland aus. Nach dem Erwerb der Freigrafschaft Rüdenberg westlich der Stadt im Jahr 1328, dem Ankauf der Freigrafschaft Heppen im Nordosten 1369 und schließlich dem Erwerb der südwestlich gelegenen Freigrafschaft Epsingsen 1594 fand die territoriale Ausbildung der Soester Börde im historischen Sinn ihren Abschluss. Spätestens im Verlauf der Soester Fehde ging offenbar die gogerichtliche Zuständigkeit für die Gebiete zwischen Ahse und Lippe verloren.
Nachdem der Rat der Stadt Soest 1752 durch Friedrich den Großen aufgelöst und durch einen bestellten Magistrat ersetzt worden war und nachdem 1794 fast alle Rechte der Stadt durch die Preußische Landgerichtsverfassung abgeschafft worden waren, erloschen zwischen 1807 und 1809 die letzten verbliebenen Rechte der Stadt über die Börde. Als Träger der örtlichen Verwaltung entstanden in napoleonischer Zeit für wenige Jahre die vier Mairien Borgeln, Lohne, Schwefe, Soest innerhalb des zum Département Ruhr gehörigen Kantons Soest.

### Politische Gliederung der Soester Börde seit 1817
Die Dörfer der Soester Börde gehörten seit der Einrichtung der Landkreise in Preußen im Jahr 1817 als selbständige Gemeinden zum Kreis Soest. Sie bildeten hier in Fortführung der mit den Mairien eingerichteten Verwaltungszuordnung die Ämter Borgeln-Schwefe (zusammengelegt 1930) und Lohne. Mit der Gemeindegebietsreform von 1969/1975 in Nordrhein-Westfalen wurden die zahlreichen, zum Teil sehr kleinen Gemeinden (die Ämter Borgeln-Schwefe und Lohne umfassten rund 50 Gemeinden, von denen einige unter hundert Einwohner hatten) zum 1. Juli 1969 zu wenigen größeren Gemeinden zusammengelegt. Im Gegensatz zu ursprünglichen Planungen, die die alten Territorial- und Konfessionsgrenzen nur zum Teil berücksichtigten, entschied man sich dafür, drei Gemeinden zu schaffen, deren Gebiet sich weitgehend mit der historischen Börde deckt: die um 18 Ortsteile erweiterte Stadt Soest sowie die beiden neuen Landgemeinden Bad Sassendorf und Welver.

## Landschaft
Die Soester Börde zeichnet sich durch ihren fruchtbaren Boden (Löss aus der letzten Eiszeit) aus. Die ehemalige Hansestadt Soest ist das Zentrum der waldarmen Region und gibt der Landschaft ihren Namen. In landschaftlicher/landwirtschaftlicher Hinsicht ist die Börde nur die durch Boden und Klima charakterisierte flache bis schwach hügelige Region zwischen Haarstrang und Lippe.
Die Lössablagerungen zwischen Unna im Westen und Geseke im Osten sind in einigen Gebieten bis zu 10 m mächtig, an anderen Stellen umfassen sie aber auch nur wenige Meter Mächtigkeit. Die Lössböden sind besonders fruchtbar. Hauptsächlich wird darauf Getreide (z. B. Weizen) angebaut; ebenso gute Grundlagen bieten sie aber auch für hochwertige Gemüsesorten und Zuckerrübenanbau. Klimatisch zeichnet sich die Soester Börde im Jahresmittel durch einen geringeren Niederschlag und leicht erhöhte Temperaturen gegenüber der Umgebung aus.

### Naturräumliche Zuordnung
Naturräumlich liegt die Soester Börde im Zentrum der Haupteinheit Hellwegbörden im Süden der Westfälischen Bucht. Da das Kernland der Hellwegbörden zwischen dem Haarstrang im Süden und der Lippetalung im Norden naturräumlich in Nord-Süd-Richtung in die steileren Ober- und die sanft zur Lippe abfallenden Unterbörden gegliedert wird, verteilt sich das historische Gebiet der Soester Börde entsprechend auf beide Über-Naturräume sowie in Randgebieten noch auf weitere.

#### Soester Oberbörde
Mit Soester Oberbörde wird die naturräumliche Teillandschaft der Oberbörden, ihrerseits Teil der Hellwegbörden, zwischen dem Kernstadtgebiet von Soest und dem Haarstrang bezeichnet.
Nördlich des Hellwegs reicht die Soester Oberbörde an der Nahtstelle zur Soester Unterbörde (s. u.) bis zu den Ortsteilen Ostönnerlinde, Enkesen, Paradiese und der Kernstadt sowie zum Kernort Bad Sassendorfs nebst Lohne.
Im Nordosten reicht die Landschaft an der Nahtstelle zur Geseker Unterbörde bis zu den Erwitter Stadtteilen Schmerlecke und Seringhausen, die nicht Teil der historischen Soester Börde sind, im Osten und Südosten verläuft die Grenze östlich von Enkesen (im Klei) und Neuengeseke ziemlich exakt entlang der Gemeindegrenze Sassendorfs, wobei allerdings der Ortsteil Herringsen im äußersten Südosten ausgespart wird.
Die südliche Nahtstelle zum Haarstrang verläuft auf Soester Gebiet knapp südlich der Ortsteile Bergede, Deiringsen, Meiningsen sowie Epsingsen und entspricht so ziemlich genau der Südgrenze des Stadtgebiets, aus deren Süden nur Lendringsen knapp der Haar zugerechnet wird.
Auch die schmale Südwestgrenze zur Werl-Unnaer Börde verläuft, Röllingsen und Ostönnen knapp einschließend, nahe jener der Stadt.

#### Soester Unterbörde
Mit Soester Unterbörde wird die naturräumliche Teillandschaft der Unterbörden, ihrerseits Teil der Hellwegbörden, bezeichnet, die sich nördlich und nordwestlich an die Soester Oberbörde anschließt (Grenzverlauf zur Letzteren siehe einen Abschnitt weiter oben).
Die Soester Unterbörde reicht nach Westen über das Gebiet der historischen Soester Börde hinaus und enthält in nördlicher Nachbarschaft zur Werl-Unnaer Börde die nördlichen Werler Ortsteile Budberg, Hilbeck (hier verläuft die schmale Grenze zum Kamener Flachwellenland) und Sönnern, wobei die Kernstadt nur knapp ausgespart wird.
An der nordwestlichen Nahtstelle zu  den Braamer Höhen, Teil des Kamener Hügellandes, liegt auf Werler Gemarkung neben Hilbeck und Sönnern auch der nordöstliche Ortsteil Niederbergstraße. Von hier zum sich südlich anschließenden Ortsteil Oberbergstraße zieht sich eine Engstelle des Naturraumes in Nord-Süd-Richtung. Weitere Randorte an der Nahtstelle zu den Braamer Höhen sind, auf Welverer Gebiet, Scheidingen, Ehningsen und Borgeln. Im Norden Soests folgt der Grenzverlauf bis nördlich des Ortsteils Ellingsen ziemlich exakt der Stadtgrenze.
Auch die nordöstliche Grenze zur Geseker Unterbörde folgt von Ellingsen aus nach Südosten über Thöningsen zunächst weitgehend der Stadtgrenze. Im äußersten Nordosten umfasst die Landschaft ferner den Bad Sassendorfer Ortsteil Heppen.

#### Weitere Naturräume
Die meisten Ortsteile Welvers, insbesondere der Kernort, liegen nicht in der Soester Unterbörde, sondern auf den zum Kamener Hügelland gezählten Braamer Höhen, deren Osten sie fast komplett einnehmen.
Dem gegenüber liegt der Norden Bad Sassendorfs mit Weslarn, Ostinghausen und Bettinghausen naturräumlich in der Geseker Unterbörde, die sich an die Soester Unterbörde nach Nordosten anschließt.
Der Ortsteil Herringsen im Südosten Sassendorfs liegt in der Geseker Oberbörde, während seine Teilsiedlungen Herringser Höfe und Im Kamp, wie auch der Soester Stadtteil Lendringsen, auf dem Haarstrang liegen.